# Gregório Alíates
Gregório Bunes Alíates (em grego koiné: Γρηγόριος Μπούνης ὁ Ἀλυάτης, transl.: Grēgórios Mpoúnēs ho Alyátēs), nascido Jorge (em grego koiné: Γεώργιος, transl.: Geṓrgios) foi um músico e hieromonge bizantino que serviu como o último cantor da Catedral de Santa Sofia. Segundo a crônica de Pseudo-Doroteu de Monembásia, quando o sultão Maomé II, o Conquistador, descobriu que os bizantinos tinham sistemas de notação musical, ficou fascinado e convocou Jorge e um outro músico chamado Gerásimo, apresentando-os um cantor persa. Os músicos bizantinos escreveram seu canto e o reproduziram com mais beleza que o próprio persa, provocando reverência do mesmo e impressionando o sultão, que os deu presentes. Maomé II convidou Gregório a ensinar música aos almuadens, o que primeiramente Gregório recusou, por julgar que as diferenças linguísticas impossibilitariam o ensino, mas acabou por ceder.
Poucas das obras de Gregório sobreviveram, mas ainda há composições suas no gênero papádico, além de uma propedêutica do segundo modo plagal e do gênero cromático, e uma metodologia metrofônica do quarto modo plagal.